# Daniel Belluš
Daniel Belluš (* 8. März 1938 in Trnava, Tschechoslowakei; † 18. September 2011 in Basel) war ein slowakisch-schweizerischer Chemiker. Er war Forschungsleiter in der Chemieindustrie in Basel, Honorarprofessor an der Universität Freiburg (Schweiz) sowie Mitglied in mehreren wissenschaftlichen Beiräten in der Schweiz, der Slowakei und der Tschechischen Republik.

## Leben

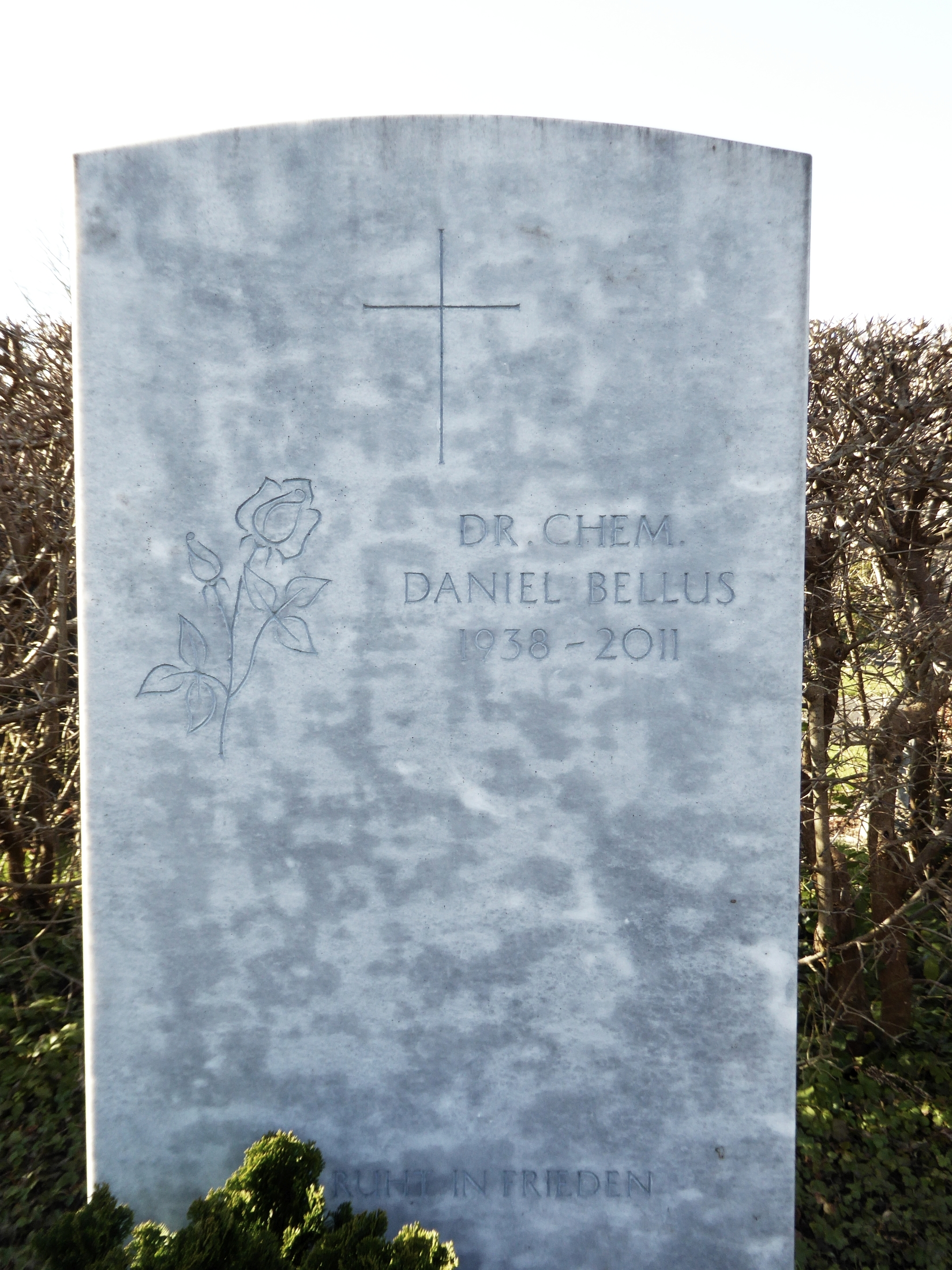
Grab auf dem Friedhof am Hörnli.

Nach sechsjährigem Studium erwarb Belluš 1967 seinen Master-Abschluss und den Doktortitel in Chemie an der Slowakischen Technischen Universität Bratislava. Von 1967 bis 1969 setzte er seine Studien als Postdoc an der ETH Zürich fort.
Von 1969 bis 1996 war Belluš in Positionen mit zunehmender Verantwortung bei der Ciba-Geigy und Ciba Spezialitätenchemie in Basel tätig, zuletzt als globaler Forschungsleiter. Mehr als fünfzig internationale Patente nennen ihn als Erfinder, zudem war er Autor oder Co-Autor von zahlreichen wissenschaftlichen Arbeiten über die Synthese und Verwendung von Verbindungen für die chemische und pharmazeutische Industrie.
Von 1997 bis 2012 war er Präsident und CEO der „Bellus Wissenschaft und Innovation, International Consulting“ in Riehen und Mitglied im Stiftungsrat der Forschungsstiftung Spezialitätenindustrie Basel (Schweiz).
Ab 1980 lehrte Belluš als Honorarprofessor am Institut für Organische Chemie der Universität Freiburg (Schweiz).
Er gründete in den 1990er Jahren das wissenschaftliche Forum Ciba Lectures, später umbenannt in Novartis Lectures in Mitteleuropa (Prag, Bratislava, Budapest, -später Warschau und Russland) als Netzwerktreffen für Wissenschaftler, Nobelpreisträger und Professoren aus Europa, USA und Japan.
Daniel Belluš war mit der slowakisch-schweizerischen  Chemikerin Miriam Belluš-Nowak verheiratet, beide hatten zwei gemeinsame Töchter. Seine letzte Ruhestätte fand er auf dem Friedhof am Hörnli.

## Mitgliedschaften
- Schweizerische Chemische Gesellschaft
- American Chemical Society
- Royal Society of Chemistry (UK)
- Slowakische Chemische Gesellschaft
- Stiftung zur Entdeckung-to-Business Transfer (Basel)

## Auszeichnungen
- Wissenschaftspreis der Stadt Basel; verliehen durch die Basler Regierung 1982
- Dr. h. c. der Universität Bratislava[10]
- Goldmedaille der Slowakischen Chemical Society (1993)
- Fellow der Royal Society of Chemistry (UK) (1996)
- Ehrendoktortitel der Tschechischen Technischen Universität (Prag) (1997)[11]
- Foreign Fellow der Japan-Gesellschaft zur Förderung der Wissenschaften (1999)
- Ungarischer Humboldtpreis (2008)[12]
- Verdienstorden der Slowakischen Republik überreicht durch Präsident Ivan Gašparovič 2010